# Emanuele Abate
Emanuele Abate (Genova, 8 luglio 1985) è un ostacolista italiano, due volte medaglia di bronzo nella stessa specialità in rassegne internazionali (Europei under 23 di Debrecen 2007 ed Universiadi di Belgrado 2009).
Vincitore in carriera di 12 titoli italiani: sei volte campione assoluto (tre outdoor sui 110 m hs e tre indoor sui 60 m hs), 4 volte nazionale universitario sui 110 m hs e 2 volte giovanile (60 e 110 m hs).

## Biografia

### Gli inizi, i titoli italiani giovanili e il primo titolo assoluto, l'esordio con la Nazionale seniores
Ha iniziato l'attività sportiva come calciatore, giocando da difensore di fascia sinistra in squadre dilettantistiche liguri (Laigueglia e Alassio) e soltanto nel 2001 è approdato all'atletica leggera, iniziando ad allenarsi con continuità nel 2002.
Emanuele Abate prima risiede ad Alassio allenandosi a Villanova d'Albenga, a Genova, allo Stadio La Sciorba o nell'impianto di Villa Gentile, seguito dal suo allenatore di sempre Pietro Astengo.
Dal 2015 si allena al Centro di Preparazione Olimpica di Formia "Bruno Zauli".
In seguito alla scomparsa del suo storico allenatore Pietro Astengo, avvenuta nel marzo del 2016, ora viene seguito da Sergey Derkach (padre-allenatore dell'atleta azzurra Dariya).
Abate inizia a conseguire interessanti risultati a livello giovanile: nel 2004 partecipa ai Mondiali juniores in Italia a Grosseto non superando la batteria nei 110 m hs il 16 luglio, nel 2005 esce di nuovo in batteria nei campionati italiani indoor sia promesse (60 m e 60 m hs il 12-13 febbraio) che assoluti (60 m hs il 20 febbraio).
Ma il salto di qualità avviene nel 2006 quando, grazie alla cura particolare della velocità di base, al Meeting internazionale di Ginevra porta il suo record personale a 13"59, sia pure con un vento favorevole non trascurabile (+2,00 m/s), ma comunque entro i limiti richiesti per l'omologazione del tempo.
Nel 2006 vince il suo primo titolo italiano, diventando campione nazionale promesse indoor sui 60 m hs (l'11 febbraio) e poi ottiene la medaglia d'argento sui 110 m hs agli italiani di categoria (il 22 luglio).
A causa di problemi muscolari ha dovuto rinunciare ai campionati italiani assoluti di Torino 2006 (agli assoluti indoor di Ancona, il 18 febbraio, invece era arrivato quinto sui 60 m hs), ma è stato convocato per la prima volta in Nazionale seniores, partecipando agli Europei di Göteborg in Svezia (uscendo in batteria sui 110 m hs l'11 agosto).
Nel 2007 fa doppietta di titoli italiani sui 110 m hs con oro sia ai nazionali promesse (il 16 giugno) che agli assoluti di Padova (il 27 luglio, prima volta per lui).

### 2007-2011: bronzo agli Europei under 23 e alle Universiadi, gli altri titoli italiani assoluti
Gareggia in 4 rassegne internazionali, tutte sui 110 m hs, nel corso del 2007: arriva secondo nella First League della Coppa Europa svoltasi in Italia a Milano (il 24 giugno), vince la medaglia di bronzo agli Europei under 23 di Debrecen in Ungheria (il 14 luglio), giunge poi quarto prima alle Universiadi di Bangkok in Thailandia (il 10 agosto) e poi al DécaNation in Francia a Parigi (l'8 settembre).
Nel quadriennio 2007-'09-'10-'11 vince, sempre nel mese di maggio, quattro titoli di campione nazionale universitario sui 110 m hs.
Accoppiata di titoli italiani assoluti nel 2008 con vittoria sui 60 m hs indoor (il 23 febbraio) e nei 110 m hs outdoor (il 19 luglio); in ambito internazionale, conclude ottavo sui 110 m hs ad Annecy (Francia) nella Super League della Coppa Europa (il 22 giugno).
Due triplette di medaglie agli assoluti nel biennio 2009-2010: oro nei 60 m hs agli italiani indoor (il 21 febbraio a Torino 2009), argento sui 110 m hs e nella staffetta 4 × 100 m (il 1º agosto a Milano 2009); argento sia nei 110 m hs che con la staffetta 4 × 100 m e bronzo sui 200 m (il 30 giugno-1º luglio a Grosseto 2010).
Nel 2009 partecipa agli Europei indoor di Torino (fuori in batteria il 6 marzo), termina ottavo sui 110 m hs a Leiria (Portogallo) all'Europeo per nazioni (il 21 giugno), ai Giochi del Mediterraneo in Italia a Pescara (sesto il 30 giugno), infine conquista la medaglia di bronzo alle Universiadi di Belgrado in Serbia (l'11 luglio).
Durante la stagione agonistica 2011, come già successo nel 2008, c'entra la doppietta di titoli italiani assoluti facendo l'accoppiata 60 m hs indoor (il 19 febbraio)-110 m hs outdoor (il 25 giugno).
La stagione 2011 all'aperto si apre con il 13"68 ottenuto il 28 maggio al Meeting internazionale di Ginevra, primato stagionale limato di un centesimo con 13"67 stabilito il 17 luglio al Meeting di Padova. Personale finalmente ottenuto, con 13"57 il 30 luglio al Meeting di Friburgo in Svizzera e portato a 13"54 il 10 settembre al Meeting di Rieti, ove ha vinto la gara.
Prende parte sempre nel 2011 a quattro rassegne internazionali: Europei indoor in Francia a Parigi (batteria sui 60 m hs il 4 marzo), Europeo per nazioni in Svezia a Stoccolma (ottavo nei 110 m hs il 19 giugno), Universiadi di Shenzhen in Cina (quinto posto il 20 agosto) e Mondiali di Taegu in Corea del Sud (batteria nei 110 m hs il 28 agosto).

### 2012: record italiano su 60 e 110 metri ostacoli
Il 4 febbraio del 2012, stabilisce al Meeting di Magglingen in Svizzera, il nuovo record italiano indoor dei 60 m hs, col tempo di 7"57 (poi migliorato agli Europei indoor di Göteborg 2013 da Paolo Dal Molin in 7"51) il precedente primato di Emiliano Pizzoli, con 7"60 ad Atene 1998, era vecchio di 14 anni.
L'11 marzo dello stesso anno si piazza al 6º posto ai Mondiali indoor ad Istanbul (Turchia) col tempo di 7"63.
Il 13 maggio stabilisce al Meeting internazionale di Montgeron il nuovo record italiano sui 110 m hs fermando il cronometro a 13"32 migliorando il 13"35 di Andrea Giaconi vecchio di 10 anni (Coppa Europa di Annecy 2002) e qualificandosi per i Giochi olimpici di Londra. Correrà lo stesso giorno la finale in 13"31, che non diventa record italiano per l'irregolarità del vento (+2,1 m/s).
Il 25 maggio corre al Golden Spike Ostrava nell'omonima città della Repubblica Ceca in 13"38, sempre condizionato dal vento (+2,2 m/s).
Il 5 giugno corre a Bellinzona in Svizzera un eccellente 13"35, con −0,4 m/s.
L'8 giugno riesce a migliorare ulteriormente il suo record personale e, di conseguenza, anche quello italiano: 13"28' al Memorial Primo Nebiolo di Torino; ora detiene sei delle prime dieci migliori prestazioni italiane all-time sui 110 m hs.
Il 1º luglio gareggia in finale sui 110 m hs agli Europei di Helsinki in Finlandia terminando la gara in quinta posizione.
Agli assoluti di Bressanone non parte nella finale dei 110 m hs disputata il 7 luglio.
Gareggia quindi ai Giochi olimpici di Londra in Gran Bretagna, dove non riesce ad andare oltre la semifinale dei 110 m hs corsa l'8 agosto.

### 2013: i campionati italiani assoluti e l'infortunio
Con la Nazionale seniores il 23 giugno del 2013 gareggia ancora in Gran Bretagna all'Europeo per nazioni di Gateshead, terminando al sesto posto sui 110 m hs.
In Italia prima ai campionati italiani assoluti indoor il 16 febbraio del 2013 non parte nella finale 1 dei 60 m hs e poi il 27 luglio, durante le batterie dei 110 m hs agli assoluti all'Arena Civica di Milano, Abate subisce la rottura del tendine di Achille del piede destro. È stato sottoposto ad un intervento di ricostruzione presso l'Ospedale "Gaetano Pini" di Milano, dal quale è stato dimesso il 29 luglio.

### 2015-2016: i ritorni alle gare
Dopo quasi un anno e mezzo di assenza dalle gare, rientra il 10 gennaio del 2015 a Modena sui 60 metri piani arrivando terzo in 6"96.
Poi un altro stop che lo costringe a rinviare il ritorno sugli ostacoli alti, che arriva il 27 febbraio del 2016 a Formia (dopo oltre due anni e mezzo dall'infortunio) vincendo sui 60 m hs col tempo di 7"96; il 5 marzo ritorna a gareggiare ai campionati italiani assoluti, vincendo la medaglia d'argento al coperto sui 60 m hs dietro il neo-campione nazionale assoluto Lorenzo Perini (prima volta per lui).

## Record nazionali

### Seniores
- 110 metri ostacoli: 13"28 ( Torino, 8 giugno 2012)[18]

## Progressione

### 60 metri ostacoli indoor
| Stagione | Tempo | Luogo      | Data      | Rank. Mond. |
| -------- | ----- | ---------- | --------- | ----------- |
| 2016     | 7"85  | Ancona     | 5-3-2016  |             |
| 2013     | 7"74  | Metz       | 24-2-2013 |             |
| 2012     | 7"57  | Magglingen | 4-2-2012  |             |
| 2011     | 7"72  | Magglingen | 6-2-2011  |             |
| 2009     | 7"79  | Tampere    | 7-2-2009  |             |
| 2008     | 7"82  | Genova     | 17-2-2008 |             |
| 2007     | 8"01  | Modena     | 27-1-2007 |             |

### 110 metri ostacoli
| Stagione | Tempo | Luogo        | Data      | Rank. Mond. |
| -------- | ----- | ------------ | --------- | ----------- |
| 2016     | 13"54 | Amsterdam    | 9-7-2016  | 64º         |
| 2012     | 13"28 | Torino       | 13-5-2012 | 21º         |
| 2011     | 13"54 | Rieti        | 10-9-2011 | 59º         |
| 2010     | 13"72 | Chiasso      | 23-6-2010 | 113º        |
| 2009     | 13"65 | Nembro       | 22-7-2009 |             |
| 2008     | 13"66 | Celle Ligure | 24-6-2008 |             |
| 2007     | 13"62 | Bangkok      | 10-8-2007 |             |
| 2006     | 13"59 | Ginevra      | 11-6-2006 |             |
| 2004     | 14"64 | Bressanone   | 29-5-2004 |             |

## Palmarès

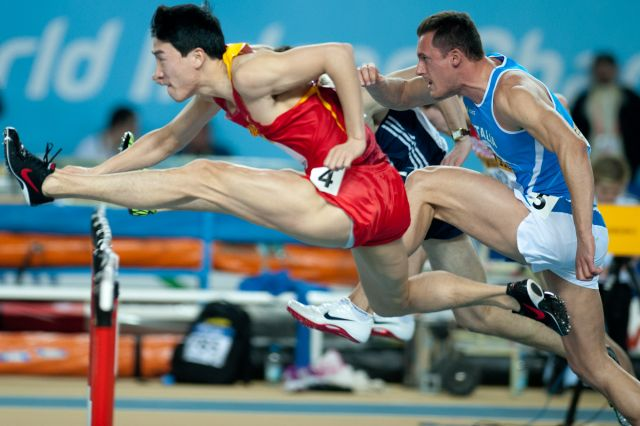
Liu Xiang precede Abate in una fase della finale dei Mondiali indoor di

| Anno | Manifestazione          | Sede      | Evento   | Risultato  | Prestazione | Note                                     |
| ---- | ----------------------- | --------- | -------- | ---------- | ----------- | ---------------------------------------- |
| 2004 | Mondiali juniores       | Grosseto  | 110 m hs | Batteria   | 14"84       | [ 19 ]                                   |
| 2006 | Europei                 | Göteborg  | 110 m hs | Batteria   | 14"04       | [ 20 ]                                   |
| 2007 | Europei under 23        | Debrecen  | 110 m hs | Bronzo     | 13"66       | [ 21 ]                                   |
| 2007 | Universiadi             | Bangkok   | 110 m hs | 4º         | 13"72       | [ 22 ]                                   |
| 2007 | DécaNation              | Parigi    | 110 m hs | 4º         | 13"76       | [ 23 ]                                   |
| 2009 | Europei indoor          | Torino    | 60 m hs  | Batteria   | 7"94        | [ 24 ]                                   |
| 2009 | Giochi del Mediterraneo | Pescara   | 110 m hs | 6º         | 14"02       | [ 24 ]                                   |
| 2009 | Universiadi             | Belgrado  | 110 m hs | Bronzo     | 13"70       | [ 25 ]                                   |
| 2011 | Europei indoor          | Parigi    | 60 m hs  | Batteria   | 7"74        | [ 26 ]                                   |
| 2011 | Mondiali                | Taegu     | 110 m hs | Batteria   | 13"63       | [ 27 ]                                   |
| 2011 | Universiadi             | Shenzhen  | 110 m hs | 5º         | 13"63       | [ 28 ]                                   |
| 2012 | Mondiali indoor         | Istanbul  | 60 m hs  | 6º         | 7"63        | [ 29 ]                                   |
| 2012 | Europei                 | Helsinki  | 110 m hs | 5º         | 13"43       | [ 29 ]                                   |
| 2012 | Giochi olimpici         | Londra    | 110 m hs | Semifinale | 13"35       | [ 29 ]                                   |
| 2016 | Europei                 | Amsterdam | 110 m hs | Semifinale | 13"54       | Miglior prestazione personale stagionale |

## Campionati nazionali
- 3 volte campione assoluto sui 110 m hs (2007, 2008, 2011)
- 3 volte campione assoluto indoor sui 60 m hs (2008, 2009, 2011)
- 4 volte campione universitario sui 110 m hs (2007, 2009, 2010, 2011)
- 1 volta campione promesse sui 110 m hs (2007)
- 1 volta campione promesse indoor sui 60 m hs (2006)

2005
- In batteria ai Campionati italiani allievi-juniores-promesse indoor, (Genova), 60 m - 7"22[30]
- In batteria ai Campionati italiani allievi-juniores-promesse indoor, (Genova), 60 m hs - 8"23[31]
- In batteria ai Campionati italiani assoluti indoor, (Ancona), 60 m hs - 8"25[31]

2006
- Oro ai Campionati italiani allievi-juniores-promesse indoor, (Ancona), 60 m hs - 8"01[32]
- 5º ai Campionati italiani assoluti indoor, (Ancona), 60 m hs - 7"99[33]
- In finale ai Campionati italiani assoluti, (Torino), 110 m hs - dns[34]
- Argento ai Campionati italiani juniores e promesse, (Rieti), 110 m hs - 14"27[35]

2007
- Oro ai Campionati italiani juniores e promesse, (Bressanone), 110 m hs - 14"43[36]
- Oro ai Campionati nazionali universitari, (Jesolo), 110 m hs - 13"96[37]
- Oro ai Campionati italiani assoluti,  (Padova), 110 m hs - 14"00[38]

2008
- Oro ai Campionati italiani assoluti indoor, (Genova), 60 m hs - 7"89[39]
- Oro ai Campionati italiani assoluti,  (Cagliari), 110 m hs - 13"75[40]

2009
- Oro ai Campionati italiani assoluti indoor, (Torino), 60 m hs - 7"83[41]
- Oro ai Campionati nazionali universitari, (Lignano Sabbiadoro), 110 m hs - 14"27[42]
- Argento ai Campionati italiani assoluti, (Milano), 110 m hs - 13"99[43]
- Argento ai Campionati italiani assoluti, (Milano), 4 × 100 m - 40"58[44]

2010
- Oro ai Campionati nazionali universitari, (Campobasso), 110 m hs - 13"76[45]
- Argento ai Campionati italiani assoluti, (Grosseto), 110 m hs - 14"09[46]
- Bronzo ai Campionati italiani assoluti, (Grosseto), 200 m - 21"14[47]
- Argento ai Campionati italiani assoluti, (Grosseto), 4 × 100 m - 40"42[48]

2011
- Oro ai Campionati italiani assoluti indoor, (Ancona), 60 m hs - 7"83[49]
- Oro ai Campionati nazionali universitari, (Torino), 110 m hs - 13"89[50]
- Oro ai Campionati italiani assoluti, (Torino), 110 m hs - 13"71[51]

2012
- In finale ai Campionati italiani assoluti, (Bressanone), 110 m hs - dns[52]

2013
- In finale ai Campionati italiani assoluti e promesse indoor, (Ancona), 60 m hs - dns (Finale 1)[53]
- In batteria ai Campionati italiani assoluti, (Milano), 110 m hs - r[54]

2016
- Argento ai Campionati italiani assoluti indoor, (Ancona), 60 m hs - 7"85[55]

## Altre competizioni internazionali
2004
- Bronzo nell'Incontro internazionale juniores, ( Isernia), 110 m hs - 14"77[19]

2007
- Argento nella First League della Coppa Europa, ( Milano), 110 m hs - 13"89[23]

2008
- Argento nell'Incontro internazionale indoor Italia-Finlandia, ( Ancona), 60 m hs - 8"08 (Gara 1) + 7"87 (Gara 2)= 15"95[56]
- 8º nella Super League della Coppa Europa, ( Annecy), 110 m hs - 14"17[57]

2009
- Bronzo nell'Incontro internazionale indoor Italia-Finlandia, ( Tampere), 60 m hs - 7"79[24]
- 8º all'Europeo per nazioni, ( Leiria), 110 m hs - 13"89[24]

2011
- 8º all'Europeo per nazioni, ( Stoccolma), 110 m hs - 13"85[58]
- Oro al Meeting Internazionale Città di Rieti, ( Rieti), 110 m hs - 13"54[59]

2013
- 6º all'Europeo per nazioni, ( Gateshead), 110 m hs - 13"49[60]